# Аденийи, Аминат
Аминат Олувафунмилайо Адений (англ. Aminat Oluwafunmilayo Adeniyi; 21 апреля 1993, Акуре, Нигерия) — нигерийская женщина-борец вольного стиля, участница двух Олимпийских игр, многократная чемпионка Африки.

## Карьера
В августе 2016 года на Олимпиаде в Рио-де-Жанейро в схватке на стадии 1/8 финала уступила финнке Петре Олли и занял 16 место. В марте 2019 года в тунисском Хаммамете стала второй на чемпионате Африки, проиграв в борьбе за чемпионство туниске Марве Амри. В феврале 2020 года на чемпионате Африки она выиграла серебряную медаль в весовой категории до 62 кг, второй год подряд уступив золото Марве Амри . В апреле 2021 года в Хаммамете на африканском и океанском олимпийский отборочный турнире к Олимпийским играм в Токио завоевала лицензию. В августе 2021 года на Олимпиаде в схватке на стадии 1/8 финала ведя в счёте 4:2 уступила на туше украинке Ирине Коляденко и заняла итоговое последнее 16 место.

## Достижения
- Чемпионат Африки по борьбе 2012 — ;
- Чемпионат Содружества 2013 — ;
- Чемпионат Африки по борьбе 2014 — ;
- Игры Содружества 2014 — ;
- Чемпионат Африки по борьбе 2015 — ;
- Африканские игры 2015 — ;
- Чемпионат Африки по борьбе 2016 — ;
- Олимпийские игры 2016 — 16;
- Чемпионат Африки по борьбе 2017 — ;
- Чемпионат Содружества 2017 — ;
- Чемпионат Африки по борьбе 2018 — ;
- Игры Содружества 2018 — ;
- Чемпионат Африки по борьбе 2019 — ;
- Африканские игры 2019 — ;
- Чемпионат Африки по борьбе 2020 — ;
- Олимпийские игры 2020 — 16;